# Д’Андреа, Майкл
Майкл Д’Андреа — сотрудник Центрального разведывательного управления, который в 2017 году был назначен главой Агентства по Ирану. Он играл главную роль в поисках Усамы бен Ладена, а также руководил американской программой точечных убийств с помощью беспилотников.

## Ранние годы
Д’Андреа вырос в Северной Вирджинии. Он встретил свою жену, когда работал за границей в Центральном разведывательном управлении, и принял ислам, чтобы жениться на ней. Его жена, Фарида Курримджи д’Андреа, является дочерью богатой мусульманской семьи из Маврикия гуджаратского происхождения.

## Карьера
Д’Андреа устроился в ЦРУ в 1979 году, и в Кэмп-Пири его считали неудачником. Он начал свою зарубежную карьеру в Африке и числился офицером дипломатической службы в посольстве США в Дар-эс-Саламе, Танзания. Ранее он занимал должность резидента в Каире, Египет, а затем в Багдаде, Ирак. Д’Андреа был одним из чиновников ЦРУ, которые не смогли отследить Навафа аль-Хазми, который позже принял участие в атаках 11 сентября.
В 2006 году Д’Андреа возглавил Центр по борьбе с терроризмом ЦРУ, сменив Роберта Гренье. В течение своего девятилетнего пребывания в должности Д’Андреа руководил сотнями ударов американских беспилотников в Пакистане и Йемене, выступая за программу Конгресса США. В 2015 году руководство программой дронов было передано Крису Вуду после бюрократических перестановок директора ЦРУ Джона О. Бреннана. Во время его пребывания в Центре по борьбе с терроризмом многие репортеры называли его только кодовым именем «Роджер», что считалось необычным для чиновника, служащего не за границей.
Во время финала «охоты» на Усаму бен Ладена Д’Андреа руководил анализом соперничающих гипотез о том, кто, кроме Усамы бен Ладена, может находиться в целевом комплексе в Абботтабаде.
Оперативники д’Андреа также следили за допросами Абу Зубайды, Абд аль-Рахима ан-Нашири и Халида Шейха Мохаммеда, которые были подвергнуты критике в докладе Сената США. По сообщениям, он был причастен к убийству члена Хизбаллы Имада Мугнии в Дамаске, Сирия. Его критиковали за нападение на Кэмп-Чепмен в Хосте, Афганистан, когда семь агентов ЦРУ были убиты террористом-смертником, за которым якобы стояла пакистанская ISI.
Его прозвали «Аятолла Майк».

## В популярной культуре
Д’Андреа стал прототипом «Волка» из фильма Кэтрин Бигелоу «Цель номер один».